# Архангельский округ
Архангельский округ — административно-территориальная единица Северного края, существовавшая в 1929—1930 годах.

## Образование округа
Архангельский округ был образован 15 июля 1929 года из частей Архангельской и Вологодской губерний. Из Архангельской губернии в состав Архангельского округа вошёл Шенкурский уезд, за исключением Канинско-Тиманского района, Пысского сельсовета Койнасской волости, Пешского и Омского сельсоветов Мезенской волости и острова Моржовец; Онежский уезд, Кургоминская и Устьважская волости и Кицкий сельсовет Шеговарской волости Шенкурского уезда. Из Вологодской губернии в состав округа вошёл Кривопоясский сельсовет Почезерской волости Каргопольского уезда. Центром округа был назначен город Архангельск.

## Административное деление
Округ был разделён на 12 районов:
- Архангельский район. Центр — г. Архангельск
- Березницкий район (Березниковский). Центр — с. Семёновское
- Емецкий район. Центр — с. Емецк
- Карпогорский район. Центр — с. Карпогоры
- Лешуконский район. Центр — с. Лешуконское
- Мезенский район. Центр — г. Мезень
- Онежский район. Центр — г. Онега
- Пинежский район. Центр — с. Пинега
- Плесецкий район. Центр — п. Плесецк
- Приморский район. Центр — г. Архангельск
- Холмогорский район. Центр — с. Холмогоры
- Чекуевский район. Центр — с. Чекуево

## Упразднение
30 июля 1930 года Архангельский округ, как и большинство остальных округов СССР, был упразднён. Его районы отошли в прямое подчинение Северного края.